# Beringmås
Beringmås (Rissa brevirostris) är en mycket lokalt förekommande och hotad måsfågel som endast kan ses i och kring Berings sund.

## Kännetecken

### Utseende
Arten är mycket nära släkt med tretåig mås (Rissa tridactyla) och liksom denna en liten, långvingad mås med korta ben och grå vingar med vingspetsarna doppade i svart. Beringmåsen är dock något mindre (35–39 centimeter i kroppslängd) och har större, rundare huvud och kortare näbb. 
Det mest karakteristiska är de röda benen och fötterna – tretåig mås har svarta ben. Vidare är vingovansidan mörkare hos vuxen fågel och saknar den trefärgade effekten tretåiga måsens blekare handpennor ger. Även vingundersidan är grå, istället för vit. 
Ungfågeln skiljer sig tydligare från motsvarande dräkt hos tretåig mås. Beringmåsen saknar dennas svarta band på stjärten och den svarta "W"-teckningen över vingarna, och är på så sätt mycket mer lik den adulta fågeln.

### Läten
Beringmåsens röst är mycket ljusare än den tretåiga måsens. Den yttrar ofta ett upprepat falsettliknande läte.

## Utbredning
Nästan hela världspopulationen häckar på öar i Berings sund, på Pribiloföarna, Bogosloföarna och Buldiröarna i USA samt Kommendörsöarna i Ryssland. Mindre kolonier har även hittats under 1990-tal och 2000-tal i Aleuterna på öarna Unalga, Koniuji, Amak och Chagulak. Den övervintrar i norra Stilla havet.

## Ekologi
Arten häckar i kolonier på klipphyllor, vanligtvis högre klippor och smalare avsatser än tretåig mås. Den anländer till häckningskolonierna i april och lämnar i september.
Arten födosöker främst nattetid över öppet hav efter fiskyngel från bland annat alaska pollock (Theragra chalcogramma), men även bläckfisk och andra marina ryggradslösa djur.

## Status
Beringmåsen har för ett så begränsat utbredningsområde en relativt stor världspopulation. Den har dock fram tills nyligen minskat relativt kraftigt i antal, varför internationella naturvårdsunionen IUCN kategoriserar den som sårbar (VU). Denna minskning verkar dock ha planat ut så att beståndet idag kan anses stabilt. Världspopulationen uppskattades 2013 till knappt 280.000 vuxna individer, varav över 82 % tros häcka på Pribiloföarna.

## Namn
Fågeln har på svenska även kallats rödbent tretåmås.

## Bilder

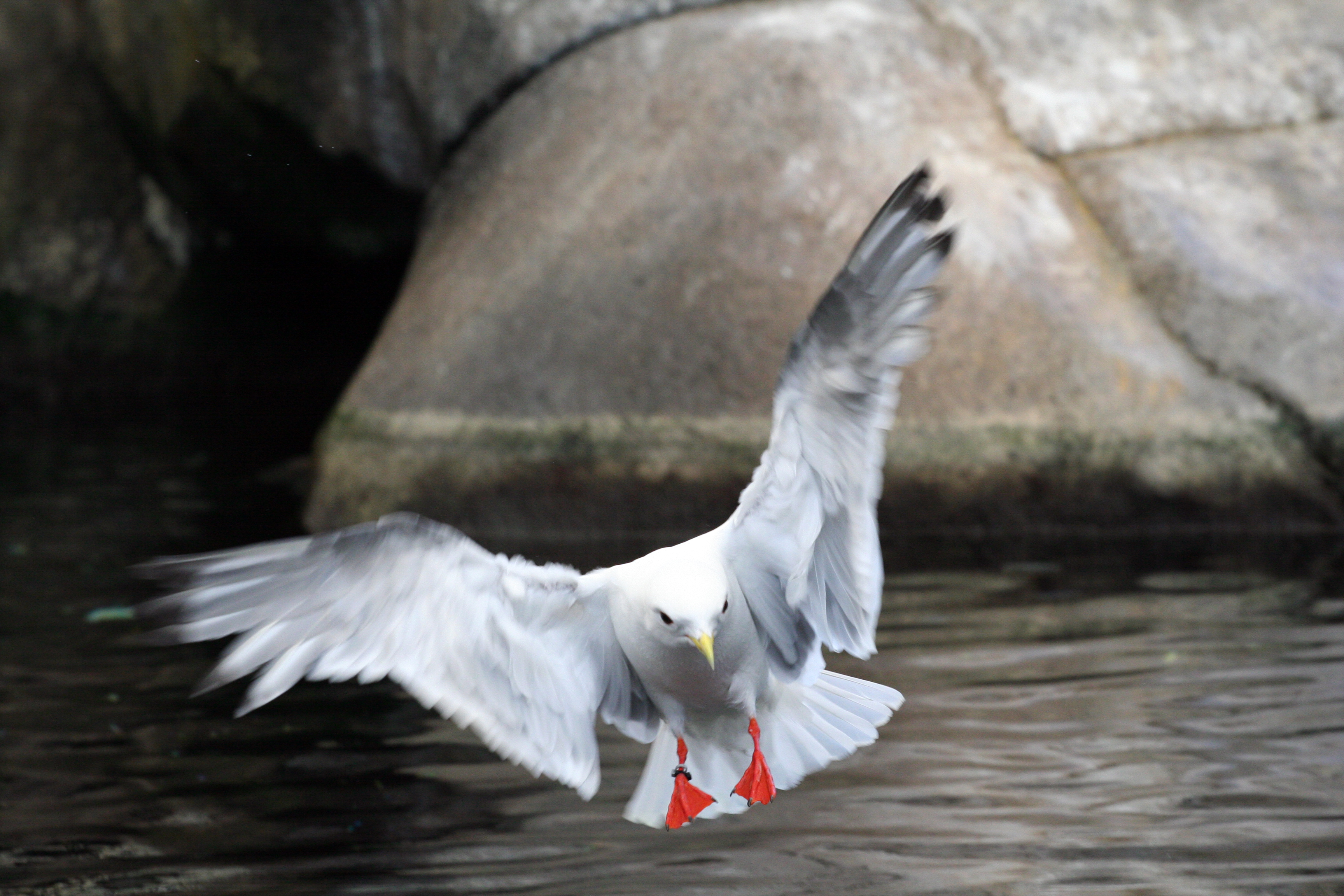
Flygande beringmås
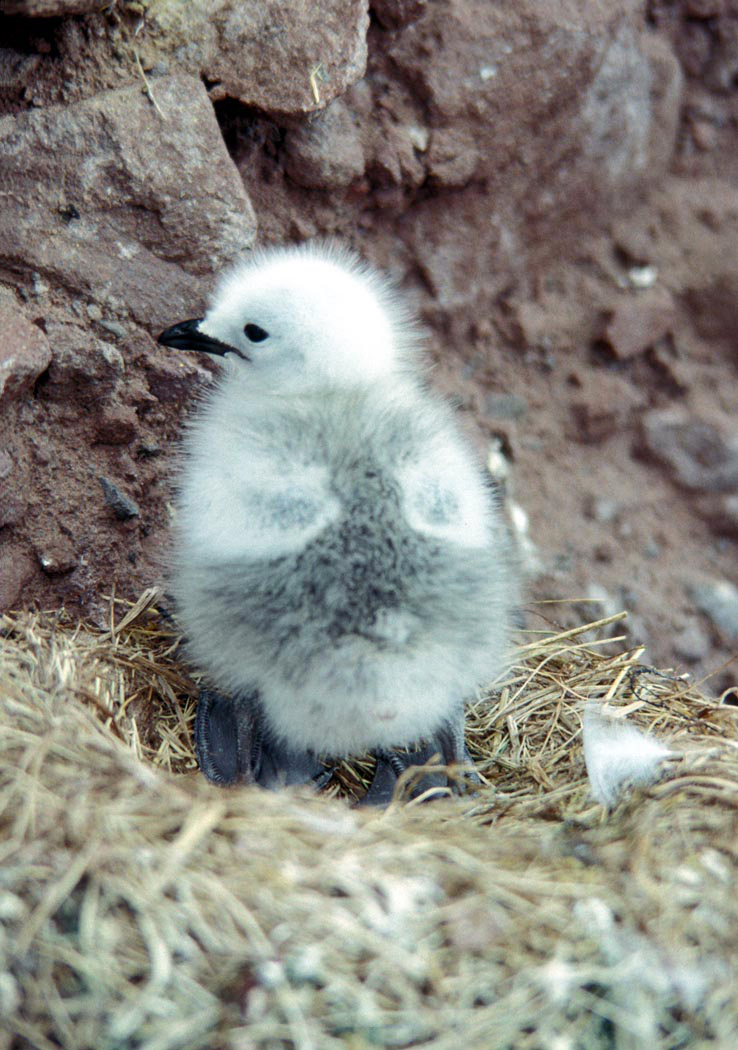
Unge